# Тана Алекса
Тана Алекса (урождённая Тана Алекса Павелич; род. 19 марта 1987) — американская джазовая вокалистка хорватского происхождения, композитор, аранжировщик и продюсер.
Тана Алекса — дочь Радована Павелича и маркизы Мерси де Бона Павелич (дочери уроженца Дубровника Франа Бунича-де Бона). Ещё в детстве отец обратил внимание на музыкальные способности дочери.
Алекса изучала психологию в Северо-Восточном университете, прежде чем перешла в Новую школу в Нью-Йорке; она закончила факультет психологии и получила степень изящных искусств в области джазового исполнительства . Она называет барабанщика Бернарда Парди своим ведущим музыкальным наставником в то время.
Её первый альбом в качестве сольного исполнителя, Ode to Heroes, был выпущен звукозаписывающим лейблом Jazz Village. Она появляется на альбоме гитариста Джина Эсса Absurdist Theatre. Алекса также сотрудничала с вибрафонистом Христосом Рафалидесом.
Тана Алекса и её муж / соавтор Антонио Санчес были представлены на обложке музыкального журнала DownBeat Magazine в номере за май 2020 года. В течение четырёх лет подряд Алекса также появлялась в опросе критиков журнала DownBeat о самой перспективной вокалистке . Она заняла второе место на конкурсе «Сделано в Нью-Йорке» в 2014 году.
Альбом Таны ONA в январе 2021 года был номинирован на «Грэмми» за за лучший джазовый вокальный альбом.